# هومر إيتون كيز
هومر إيتون كيز (بالإنجليزية: Homer Eaton Keyes)‏ هو صحفي أمريكي، ولد في 1875، وتوفي في 8 أكتوبر 1938.